# خوذة 6B47
6B47 هي خوذة باليستية قياسية للقوات المسلحة للاتحاد الروسي. تم تصميمها بواسطة شركة أرموكوم Armokom ، وهو جزء من نظام قتال المشاة راتنيك. 

## تاريخ
أفيد أول مرة لإستخدامها في سوريا.

## تصميم
تم تطوير 6B47 من قبل شركة أرموكوم ابتداءً من عام 2011م. كانت الشركة قد طورت وأنتجت في السابق خوذات 6B7-1 و6B7-1M للجيش الروسي.  
توفر خوذة 6B47 الحماية من:
- رصاصات 9 مم 57-N-181S من مسدس PM من مسافة 5 أمتار؛
- محاكيات الشظايا (كرات فولاذية يبلغ قطرها 6.3 مم وكتلة 1.05 غ) بسرعة لا تزيد عن 630 م/ث.

تتيح الخوذة إمكانية استخدام معدات الاتصالات القياسية، وتختلف عن الخوذات السابقة في قدرتها على تركيب أجهزة الرؤية الليلية وغيرها من المعدات. تحتفظ بخصائصها الوقائية في درجات حرارة تتراوح من -50 إلى +50 درجة مئوية. تبلغ مدة صلاحيتها المضمونة 8 سنوات على الأقل، منها مدة الخدمة المضمونة 5 سنوات على الأقل.  
وفقًا لنائب المدير العام لشركة أرموكوم أوليج فاوستوف، فإن خوذة 6B47 هي أخف خوذة صنعتها الشركة. 

## المستخدمون
- روسيا

### سابق
- سوريا[بحاجة لمصدر]

## صور

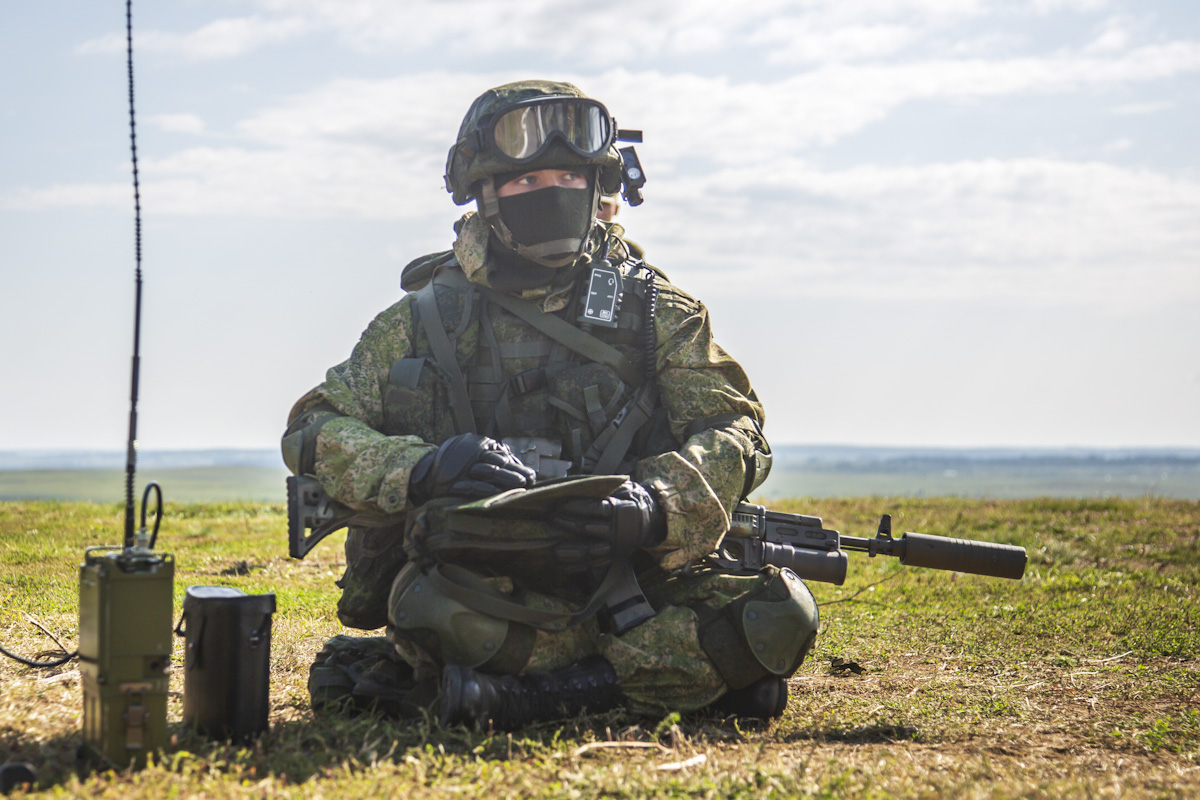
جندي روسي أثناء مهمة حفظ السلام 2018م يرتدي خوذة 6B47 ونظارات 6B50.
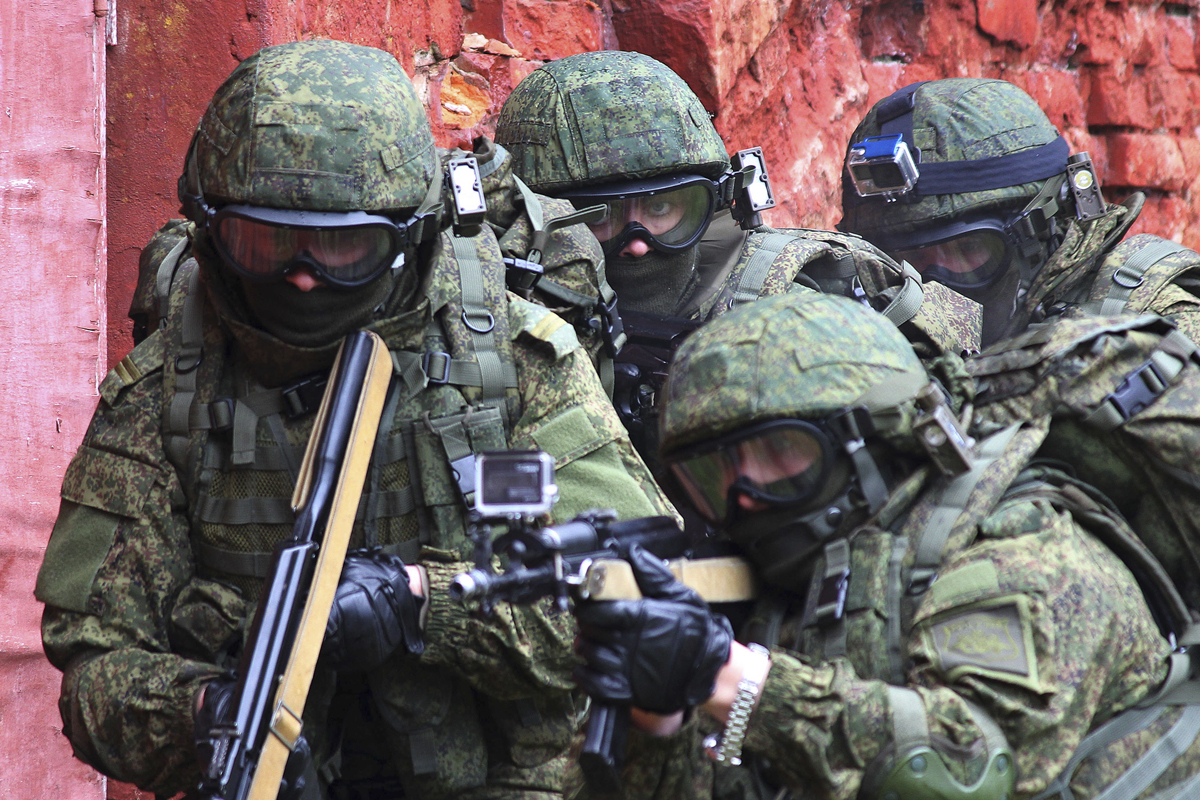
تدريب وِحدة القوات الخاصة رقم 313
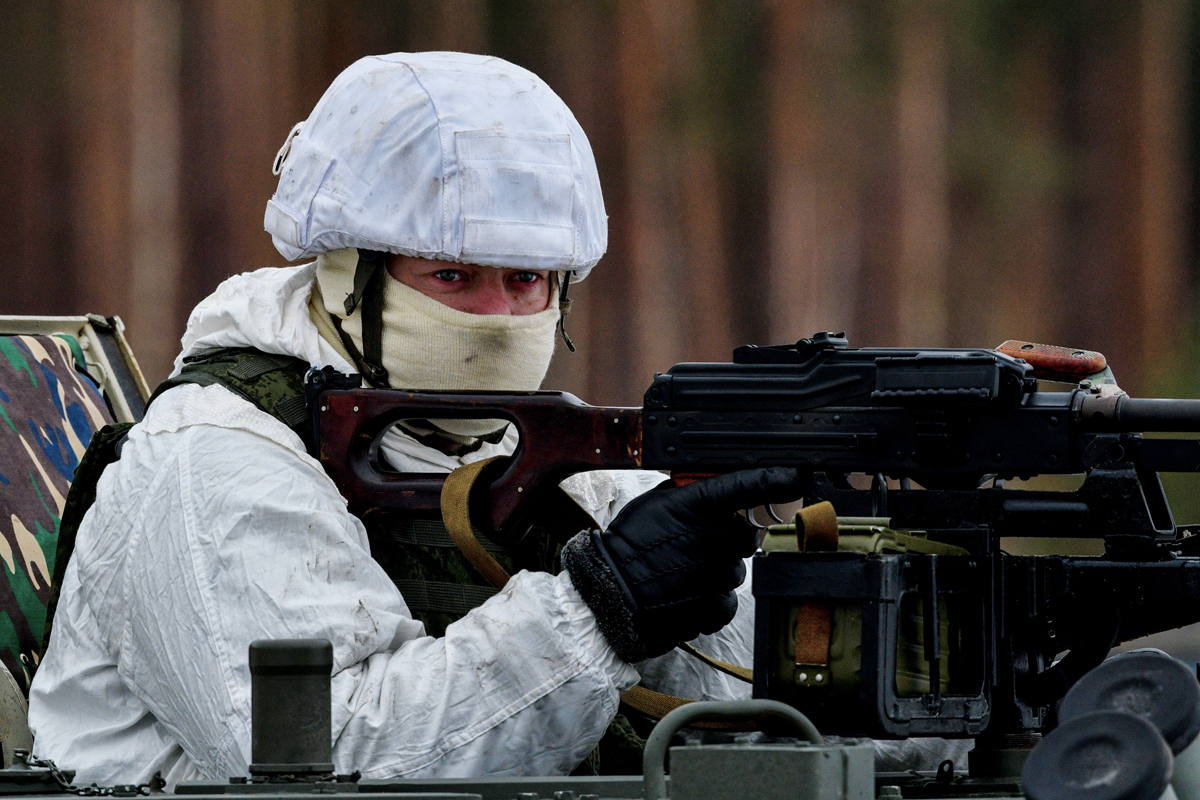
تدريب اللواء الثاني للقوات الخاصة